# Mobile Riverine Force
Die Mobile Riverine Force (MRF) war eine gemeinsame militärische Einheit der US Army und der US Navy während des Vietnamkriegs. Sie wurde konzipiert, um in den Fluss- und Sumpfgebieten des Mekong-Deltas in Südvietnam zu operieren und spielte eine zentrale Rolle in der sogenannten „Brown-Water Navy“.

## Geschichte
Die MRF wurde Ende 1966 als „Mekong Delta Mobile Afloat Force“ (MDMAF) gegründet und ab Mai 1967 offiziell als Mobile Riverine Force bezeichnet. Sie basierte auf den Erfahrungen der französischen Dinassauts Divisions Navales d’Assaut aus dem Indochinakrieg und wurde entwickelt, um die Mobilität und Schlagkraft amerikanischer Truppen in schwer zugänglichem Gelände zu erhöhen.
Die Hauptlandbasis der MRF befand sich im Đồng Tâm Base Camp nahe Mỹ Tho. Zusätzlich operierte die Einheit von mobilen schwimmenden Basen aus, die auf modifizierten Landungsschiffen (LSTs) basierten.

## Struktur und Ausrüstung
Die MRF bestand aus:
- US Army: Hauptsächlich die 2. Brigade der 9. Infanteriedivision, die Infanterie- und Artillerieeinheiten stellte.
- US Navy: River Assault Flotilla 1 mit den River Assault Squadrons 9 und 11, ausgestattet mit verschiedenen Bootstypen wie: 
  - Armored Troop Carriers (ATCs)
  - Monitors (schwer bewaffnete Unterstützungsboote)
  - Assault Support Patrol Boats (ASPBs)
  - Command and Control Boats (CCBs)

Diese Boote waren oft modifizierte Landungsboote aus dem Zweiten Weltkrieg, angepasst für den Einsatz in den engen und flachen Wasserwegen des Deltas. 

## Operationen
Die MRF führte zahlreiche Operationen durch, darunter: 
- Operation Coronado II (Juli 1967): Ziel war die Zerschlagung von Vietcong-Stellungen rund um Mỹ Tho.
- Operation Coronado IV (August–September 1967): Einsatz in den Provinzen Long An, Gò Công und Kiến Hòa zur Bekämpfung von Vietcong-Einheiten.
- Operation Coronado IX (November 1967): Angriffe auf Vietcong-Basen in der Provinz Định Tường.
- Operation Coronado XI (Februar 1968): Sicherung der Region um Cần Thơ während der Tet-Offensive.

Während der Tet-Offensive 1968 spielte die Mobile Riverine Force eine entscheidende Rolle bei der Verteidigung strategischer Punkte im Mekong-Delta.

## Bedeutung
Die Mobile Riverine Force war ein innovatives Konzept der gemeinsamen Kriegsführung von Heer und Marine in einem komplexen geografischen Umfeld. Sie ermöglichte schnelle Truppenbewegungen, direkte Feuerunterstützung und erhöhte Flexibilität in einem Gebiet, das für konventionelle militärische Operationen schwer zugänglich war. Die Erfahrungen der MRF beeinflussten spätere Konzepte der Flusskriegsführung und gelten als Vorläufer moderner amphibischer Einsätze.